# Sonnenpferde und Astronauten
Sonnenpferde und Astronauten ist eine Lyrikanthologie von Gerhard Wolf von 1964. Sie enthält frühe Gedichte von Wolf Biermann, Sarah Kirsch und acht weiteren Autoren.

## Geschichte
Seit Anfang der 1960er Jahre gab es ein wachsendes Interesse an Lyrik von jungen Autoren in der DDR.
Gerhard Wolf hatte 1961 eine erste Anthologie Bekanntschaft mit uns selbst herausgegeben, Gisela Steineckert 1962 Liebesgedichte verschiedener Lyriker. Stephan Hermlin organisierte in dieser Zeit Lyrikabende mit vielen Zuhörern.
Gerhard Wolf gab 1964 eine zweite Anthologie mit dem Titel Sonnenpferde und Astronauten heraus. 
In ihr waren frühe Texte von Wolf Biermann, Sarah Kirsch, Volker Braun, Uwe Greßmann und weiteren Lyrikern enthalten.
Der erste Titelteil stammt aus einem Gedicht von Wolf Biermann. 
Die Anthologie galt bald als legendär. Sie wurde auch später als  eine der literarisch bedeutendsten Anthologien Mitte der 60er Jahre eingeschätzt. Wolf Biermann, Sarah Kirsch und Volker Braun entwickelten sich bald mit zu den wichtigsten jungen Autoren ihrer Generation. Von Wolf Biermann erschienen in der DDR nur noch Gedichte in zwei Anthologien von Gisela Steineckert (1962 und 1965).
Sonnenpferde und Astronauten ist zurzeit nur in einigen Bibliotheken erhältlich.

## Inhalt
„Bei der Lyrikanthologie Sonnenpferde und Astronauten handelt es sich um ein aufwendig gestaltetes Buch: Ein Querformat von 19×24 cm mit Schmuckumschlag und blauem Leineneinband, beide bedruckt mit stilisierten Seepferden in gelben Sonnen. (,..) Als Zwischentitel dienen fast leere Seiten, mit Autornamen und der vom Umschlag übernommenen Sonnenvignette. Weiteres Ausstattungsmerkmal sind zwölf seitenfüllende, teils doppelseitige Illustrationen.“
Die Anthologie enthält Gedichte von zehn jungen Lyrikern, meist als eine der ersten Veröffentlichungen von ihnen überhaupt.
- Volker Braun, Gedichte S. 5–20
- Wolf Biermann, 11 Gedichte, S. 21–32
- Michael Franz, 5 Gedichte, S. 33–40
- Uwe Greßmann, 12 Gedichte, S. 41–48
- Sarah Kirsch, 10 Gedichte mit einer Illustration, S. 49–58
- Klaus Möckel, 6 Gedichte, S. 59–66
- Joachim Rähmer,  6 Gedichte, S. 67–74
- Eicke Schmidt, 5 Gedichte, S. 75–82
- Axel Schulze, 11 Gedichte, S. 83–94
- Bernd Wolff, 8 Gedichte, S. 95–105

## Ausgabe
- Gerhard Wolf (Hrsg.): Sonnenpferde und Astronauten. Gedichte junger Menschen. Mitteldeutscher Verlag, Halle/S. 1964 (bibliographische Angaben)